# Kinizsi Pál
Kinizsi Pál (Temeskenéz, 1431? – Szent-Kelemen, 1494. november 24.), a Magyar Királyság országbírója, Zala vármegye ispánja; a magyar történelem egyik legismertebb hadvezére. Olyan hős, aki kiváló hadvezéri képessége, rendkívüli, legendás ereje és sorozatos győzelmei révén napjainkra mondai alakká vált. Kinizsi élete során egyetlen csatát sem vesztett el, ami az egész világon ritkaságszámba megy.

## Életrajza
Kinizsi Pál nevét 1467-ben említik először Mátyás király egyik rendeletének lábjegyzetében. Születési idejét nem tudni pontosan. A történészek véleménye szerint nemesi származású volt születése óta, a feltételezések szerint bihari kisnemesi család sarja, bár Kinizsi nevű családok Székelyföldön, illetve Abaúj-Torna megyében (Nagykinizs) is előfordultak. Apjáról lehet tudni, hogy harcolt Hunyadi János alatt a törökök ellen. A legendák szerint molnárlegény volt, de ezt a lehetőséget a származására vonatkozóan elvetik.
Kinizsi Pál 1467 és 1472 között Máramaros vármegye ispánja volt. 1468-ban Magyar Balázs egyik alvezéreként tűnt fel a morvaországi hadjáratban. 1472-ben hűségéért megkapta a Budáról Itáliába vezető út mentén fekvő Vázsony várát a hozzá tartozó birtokokkal. A „Kinizsi várat” ezt követően palotával, barbakánszerű kapuvédőművel egészítette ki.
1477 körül a király Temesvár és a délvidéki tartományok élére állította. 1479. október 22-én „Az alsó részek főkapitánya” címmel ruházta fel, tizennégy vármegyét rendelt a kormányzása alá a rendes évi adójukkal egyetemben. Temesi ispánként megszervezte a déli védelmi rendszert. Felügyelete alá tartozott a horvát–szlavón báni terület és Erdély közötti végvidék.
1478-ban, pálosokat telepített a mezővárossá kinevezett Vázsonyba, kolostort és templomot építtetett számukra. 1480-ban Somló várát is megkapta az uralkodótól, majd szintén 1480 körül feleségül vette Magyar Balázs lányát, Benignát.
Temesi ispán volt 1479-ben, amikor egy török sereg Haszán-oglu Isza bég vezetésével betört Magyarországra és feldúlta Szászföldet (a korabeli források 80, vagy 35-40 ezer fős hadról beszélnek, de a tényleges szám ennél kisebb, 6 vagy 12-15 ezer fő lehetett). Kinizsi Báthory István erdélyi vajdával együtt 1479. október 13-án Kenyérmezőnél hatalmas győzelmet aratott a török sereg felett. 
Erről a haditettről Antonio Bonfini érzékletes korabeli híradása is beszámolt: „Kinizsi Pál két kardot vesz kezébe s üvöltő oroszlánként mindenütt vérben gázol. Amerre ront, feltarthatatlanul mindent, amit talál, letipor, széles sorban hatalmas öldöklést és mészárlást visz végbe."
Mátyás, aki a kegyetlenségre is hajlamos volt, a csehek ellen vívott háborúban parancsba adta Kinizsinek az ellenséges falvak tűzzel vassal történő pusztítását: „Titkon Lengyelországba küldte Zápolyai Imrét és Kinizsi Pált ... Meghagyta nekik, ne állapodjanak meg sehol, ostromba ne bocsátkozzanak, de Lengyelországot széltében-hosszában száguldozzák át, pusztítsák, gyújtogassák, tűzzel-vassal mindenütt kegyetlenkedjenek.”
1481-ben Mátyás király a déli végek védelmével bízta meg, és 1482-ben Szendrőnél győzelmet aratott az ellenséges hadsereg felett.
Életében számos hadjáratot vezetett a török uralom alatt álló Szerbiába. Mivel a Délvidék lakossága erősen megcsappant a török betörések következtében, ezért Kinizsi a hadjáratok alkalmával tömegesen hozott Magyarországra szerbeket, akiket letelepített ezeken a területeken és katonai szolgálatra alkalmazta őket.
Mátyás halála után Kinizsi Corvin János ellen fordult, leverte a csontmezei csatában, s II. Ulászló király mellé állt. 1490-ben I. Miksa német-római császár elfoglalta Nagyvázsonyt, de azt a következő évben Kinizsi visszafoglalta. 1492-ben megsemmisítette a szétzüllött Fekete sereget, de azt követően, élete végén ismét a törökök ellen harcolt. 1494-ben megmentette Nándorfehérvárt az árulástól: az áruló katonákat, akik pénzért akarták az erődítményt átadni az ellenséges seregnek, iszonyú kínzások közepette végeztette ki. Betört Szerbiába és Bulgáriába is. Számos rangot viselt, többek közt volt temesi ispán (1484), Máramaros megyei ispán (1467) és országbíró (1494).
1494-ben agyvérzést kapott, de még ezt követően is részt vett Szendrő ostromában. 1494. november 24-én hunyt el. Holttestét Nagyvázsonyba szállították, s a temetésre 1494 december elején kerülhetett sor a vázsonykői pálos kolostorban.

## Emlékezete
A Nagyvázsonyban található Kinizsi-vár  kápolnájában látható az őt ábrázoló faragott szarkofág, a holttestét eredetileg ebben helyezték el az általa alapított pálos kolostorban. 1708-ban kincskeresők feldúlták sírját, eltávolították sodronyos páncélingét, sisakját és kétélű pallosát, amelyek később a Magyar Nemzeti Múzeum tulajdonába kerültek. Kinizsi Pál és Horváth Márk maradványait a Zichy család uradalmi tisztje a nagyvázsonyi Szent István-templom temetőjében temettette el, jeltelen sírba.
2022. augusztus 22-én régészeti ásatás indult Nagyvázsonyban annak érdekében, hogy megtalálják a veretlen hadvezér maradványait. Az ásatás a Fekete Sereg Ifjúsági Egyesület égisze alatt, Pátkai Ádám Sándor és Győrffy-Villám Zsombor vezetésével indult el, míg a kutatás projektvezetője dr. Kandikó Csanád.
A vár előtti téren áll bronzból készült lovasszobra, Szabó Iván alkotása, a Kinizsi utca és a Vár utca sarkán pedig máig tábla őrzi emlékét. Sírköve a budai Vármúzeumban található, és Somlón is az ő emlékét őrzi az úgynevezett Kinizsi-szikla. Nevét viseli Magyarország első teljesítménytúrája, a Kinizsi Százas. Abonyi kötődése miatt a városban középiskolát és városkaput neveztek el róla. Kinizsi Pál emlékét őrzi a kilenc magyar települést, illetve közösséget (két anyaországit, három erdélyit, egy felvidékit és három délvidékit) tömörítő Kárpát-medencei Kinizsi Szövetség is, amit Fábry Szabolcs nagyvázsonyi polgármester hívott életre, de támogatja a Hazajáró Egylet és a Dévai Szent Ferenc Alapítvány is.

## Irodalmi emléke
Kinizsi Pál emlékét őrzi Tatay Sándor Kinizsi Pál című népszerű ifjúsági regénye, amelyben a nép sorából felemelkedett egyszerű, de hatalmas erejű és szívű molnárlegényről költött a szerző romantikus és hősies történetet.

## Képgaléria

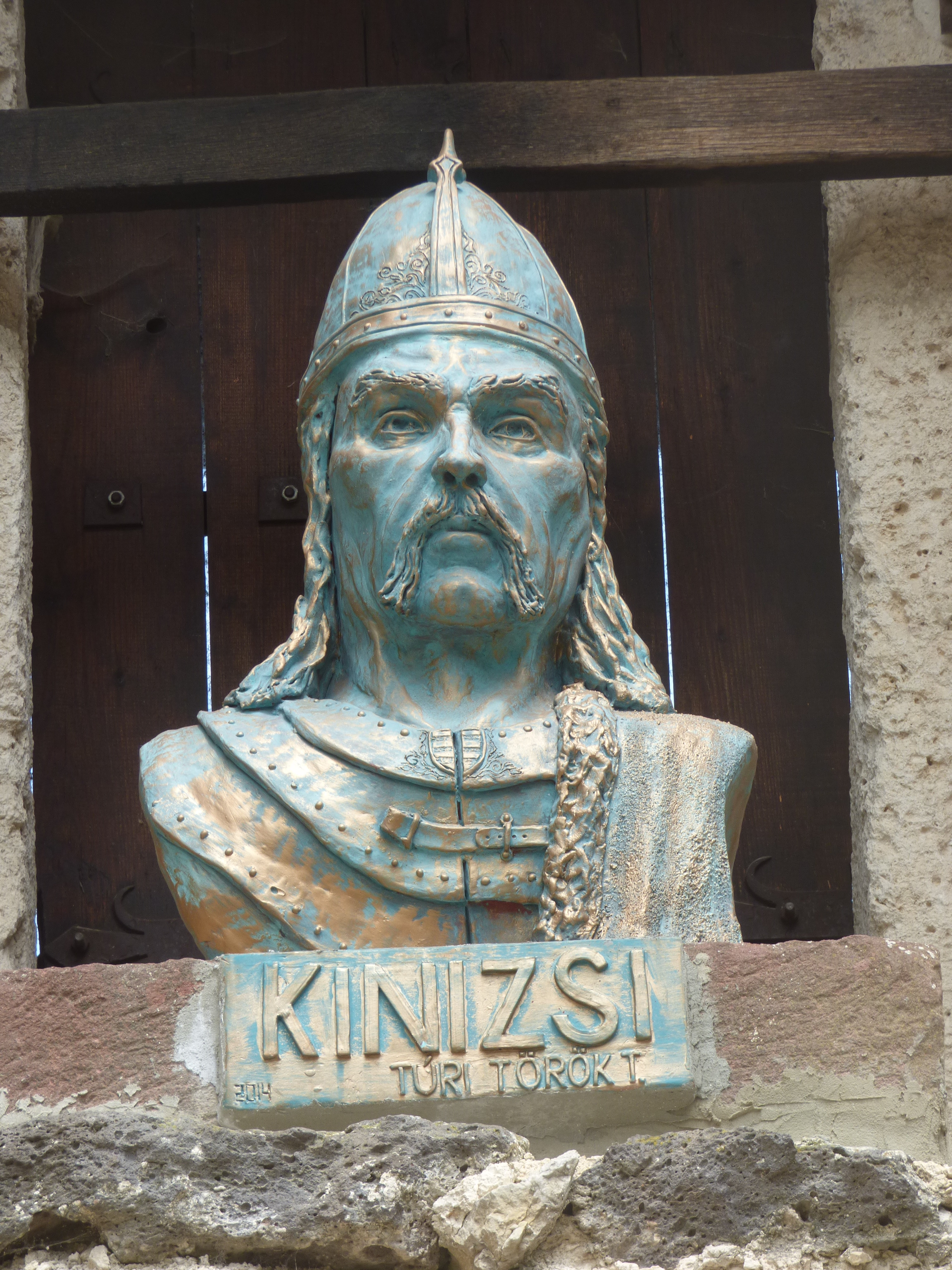
Kinizsi Pál fejszobra a nagyvázsonyi vár bejárati kapuja fölött, Túri Török Tibor alkotása
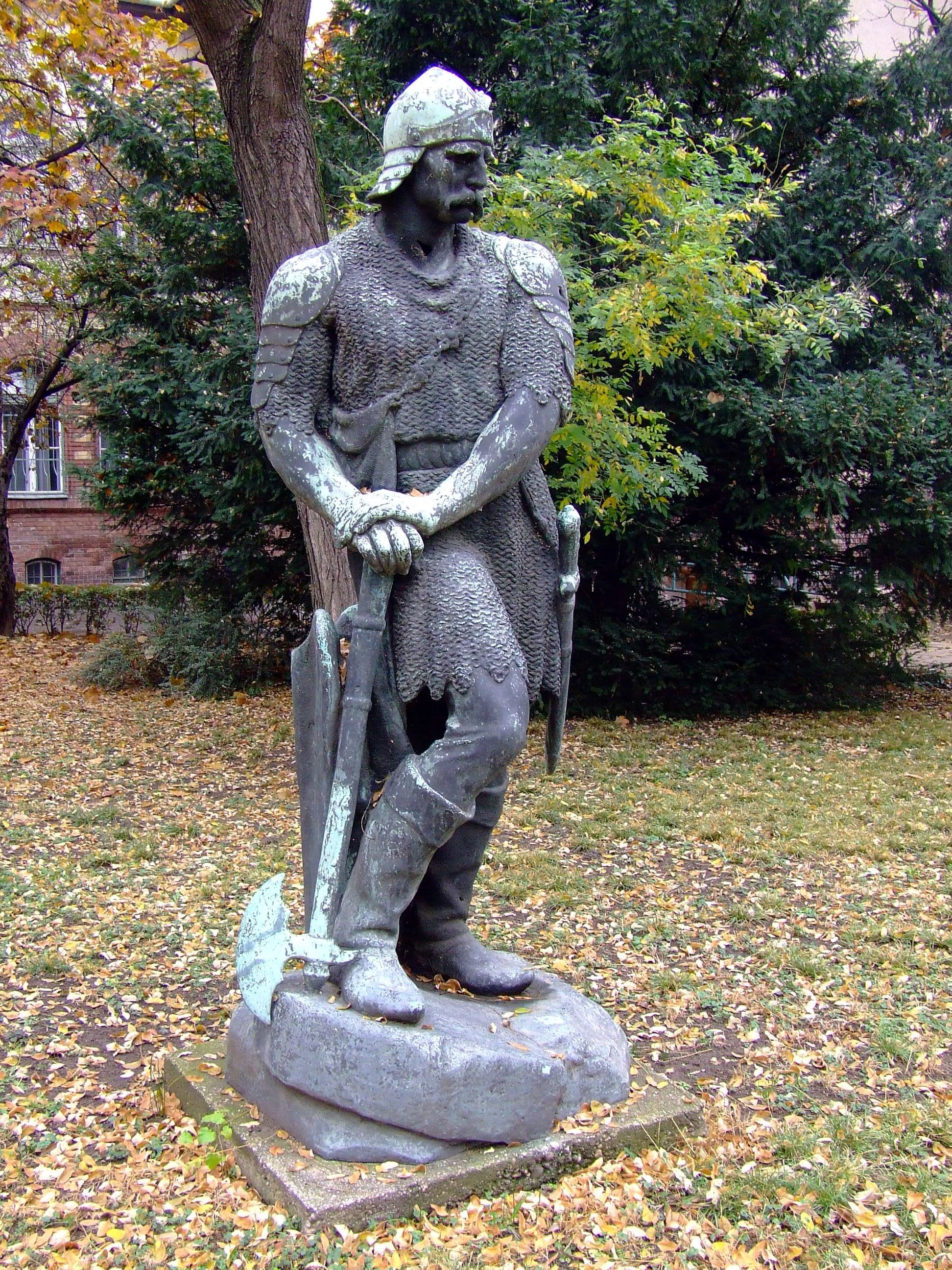
Kinizsi Pál szobra a budapesti volt Testnevelési Főiskola kertjében. Pásztor János alkotása
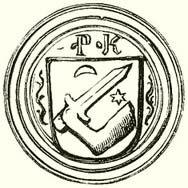
Kinizsi Pál pecsétje
Kinizsi Pál címere
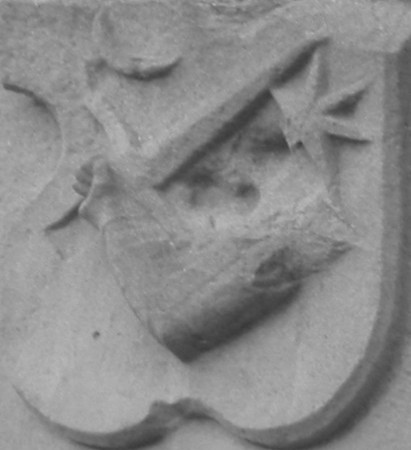
Címere a zsolnalitvai várban
A nagyvázsonyi vár zászlódíszes lakótornya, előtte Kinizsi Pál lovasszobrával
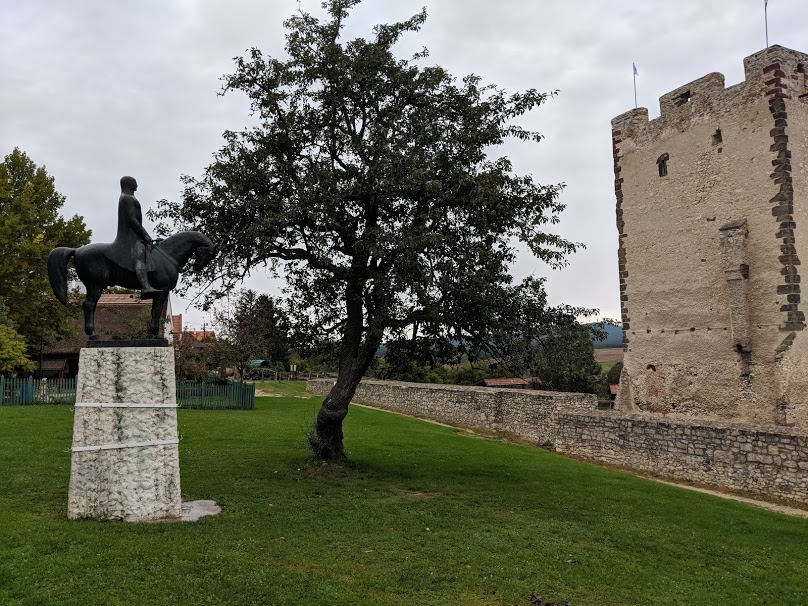
Kinizsi Pál szobra szemben a Kinizsi-vár lakótornyával
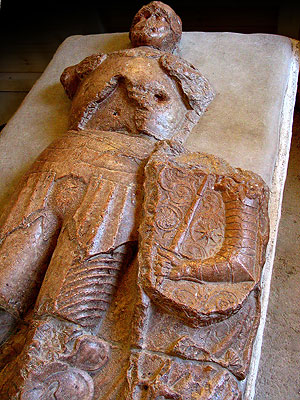
Kinizsi faragott szarkofágja a nagyvázsonyi Kinizsi-vár kápolnájában